# Hrabstwo Berrien (Michigan)
Berrien – hrabstwo w stanie Michigan w USA. Siedzibą hrabstwa jest St. Joseph.
Hrabstwo Berrien graniczy z hrabstwami Cass i Van Buren, a na południu ze stanem Indiana.

## Miasta
- Benton Harbor
- Bridgman
- Buchanan
- Coloma
- New Buffalo
- Niles
- St. Joseph
- Watervliet

## CDP
- Benton Heights
- Fair Plain
- Lake Michigan Beach
- New Troy
- Paw Paw Lake
- Shorewood-Tower Hills-Harbert

## Wioski
- Baroda
- Berrien Springs
- Eau Claire
- Galien
- Grand Beach
- Michiana
- Shoreham
- Stevensville
- Three Oaks